# Haroldius krali
Haroldius krali là một loài bọ cánh cứng trong họ Bọ hung (Scarabaeidae).